# 松柏塱

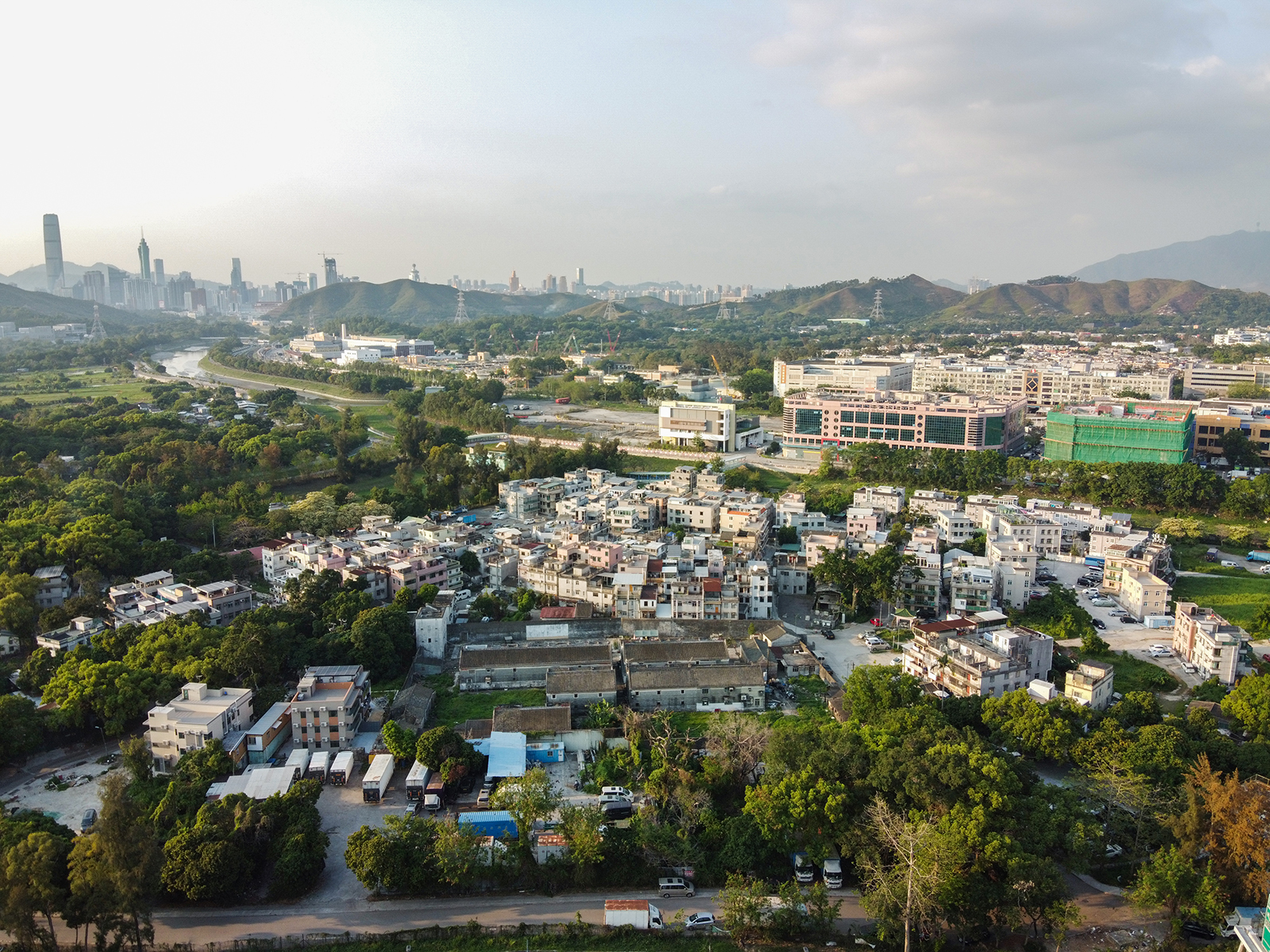
航拍松柏塱（2020年）

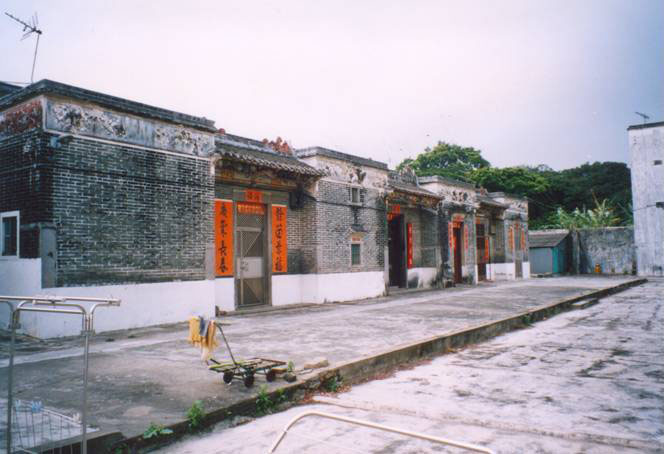
松柏塱客家圍

松柏塱，位於香港新界北區上水西部泛濫平原的淡水濕地，是一條香港圍頭與客家雜居的圍村，具體位置爲大頭嶺、青山公路－古洞段、塱原和石上河之間。松柏塱村由黃、劉、陳、李、鄺及簡姓六個宗族約於20世紀初期建立，村前建有五間這五姓族人的祠堂其中一个还给一个中学生住。村內不少古建築仍保留原來風貌，可說是香港現在保存最好的客家圍村。著名前練馬師簡炳墀為松柏塱原居民，並獲選為松柏塱村村長。由於松柏塱一開始便是雜姓村落，其內部也分爲不同姓氏的聚居群落，是著名的客家圍。自粉嶺公路建成後，松柏塱被分隔成南北兩部分，由行人天橋連接，松柏塱村主體位於粉嶺公路北面，公路南面亦有少量村屋，高爾夫御苑和愛園別墅也屬松柏塱範圍內。

## 松柏塱客家圍

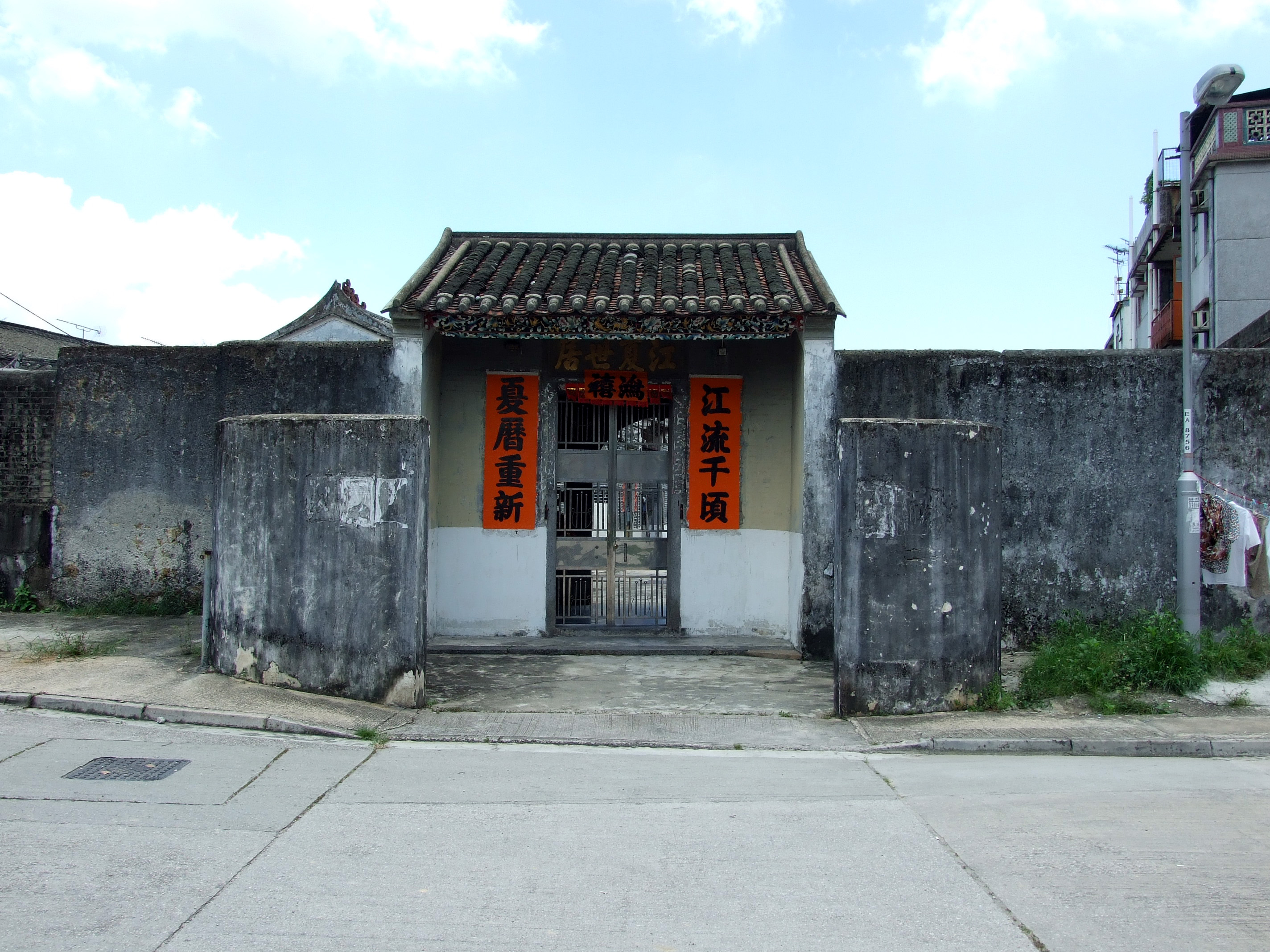
客家圍圍門

客家圍（英語：Hak Ka Wai），位於松柏塱村的南部，通稱松柏塱客家圍（英語：Tsung Pak Long Hak Ka Wai），由來自沙頭角荔枝窩的黃建常及黃建文兄弟約於1903年起興建，1920年代完工。黃氏兄弟皆為十九世紀末及二十世紀初的華人領袖，兩者皆為第一屆鄉議局的成員，黃建常是捐款成立廣華醫院的總理之一，黃建文則曾任客家組織崇正總會的司庫。
客家圍內共有兩排村屋，先建前排；後加建後排，圍村內亦包括一座書室、一間雅緻的祠堂鍚宗黃公祠及一座三層樓高的更樓，整條村四周則建有堅固城牆。當時黃氏特從惠州聘請了五十名技術工人負責建造工作。
客家圍建築群至今仍然相當完整，文物價值甚高，客家圍內的民居、更樓、圍牆、圍門、書室及鍚宗黃公祠已被古物古蹟辦事處列為一級歷史建築。

## 五大祠堂

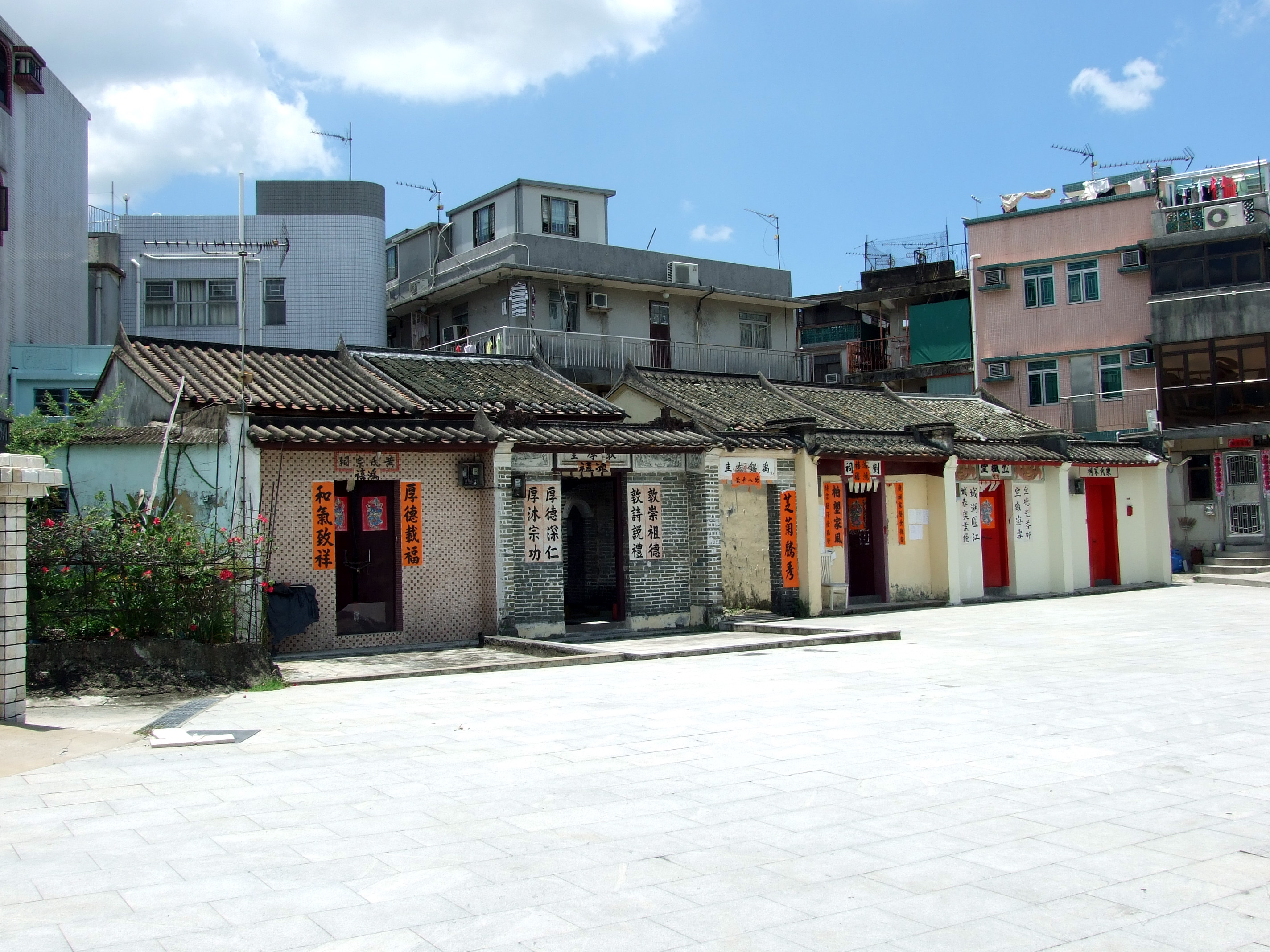
五大祠堂

松柏朗並列著五座祠堂，分別是陳氏家祠、黃氏家祠、劉氏家祠、鄺氏宣城堂及簡氏敦厚堂，均建於1930年代，以代表松柏朗五大氏族。每逢節慶氏人就會齊集祠堂，不過鄺氏、劉氏和陳氏的點燈儀式卻會在集成堂而非其祠堂舉行。
五座祠堂被古物古蹟辦事處倡議列為三級歷史建築。

## 陳氏家塾

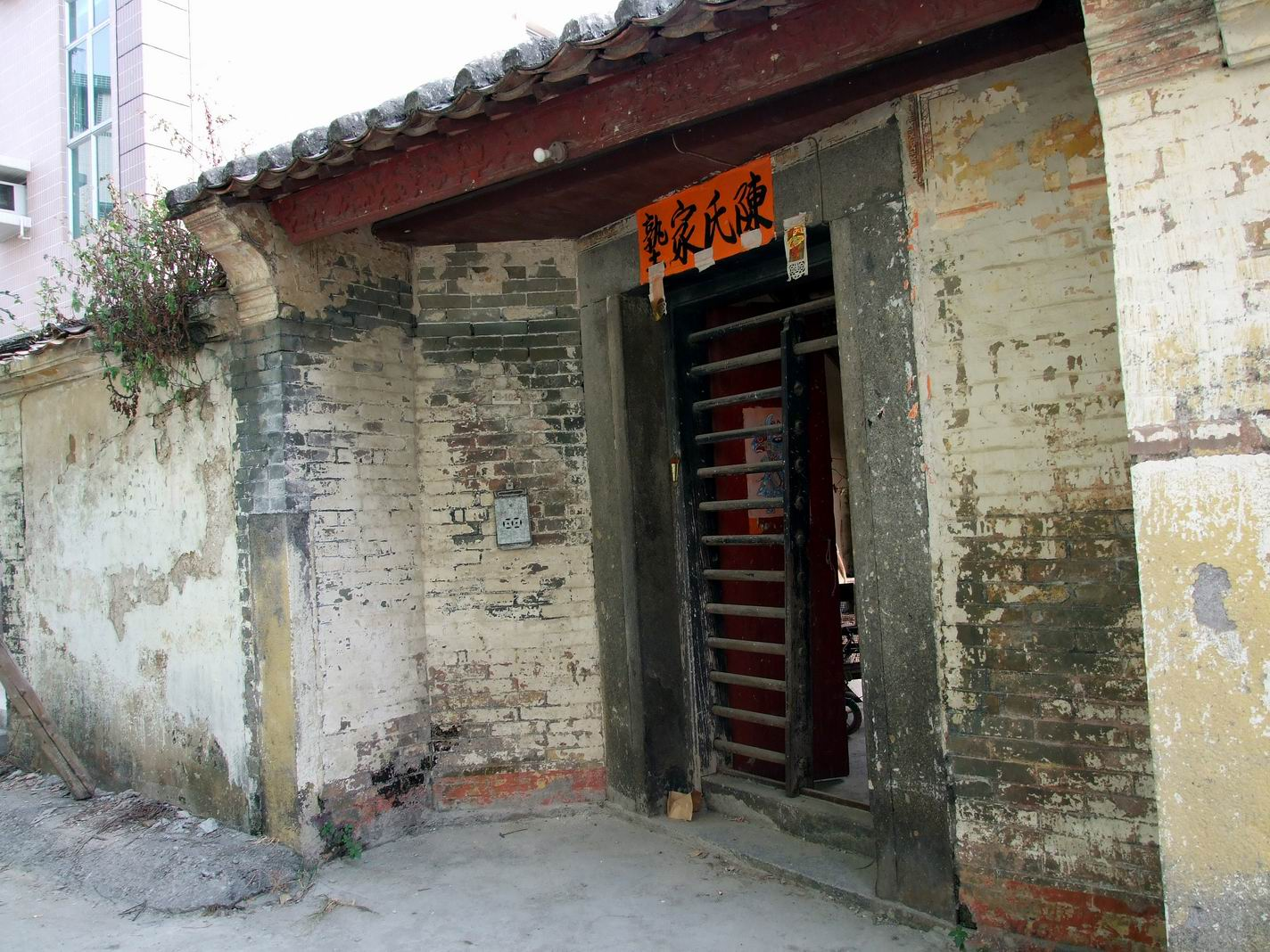
陳氏家塾

陳氏家塾建於1910年代，同時是陳氏的書室、祠堂及居所。博文學校建成後其教育功能被取代。古物古蹟辦事處將家塾列為三級歷史建築。

## 博文學校

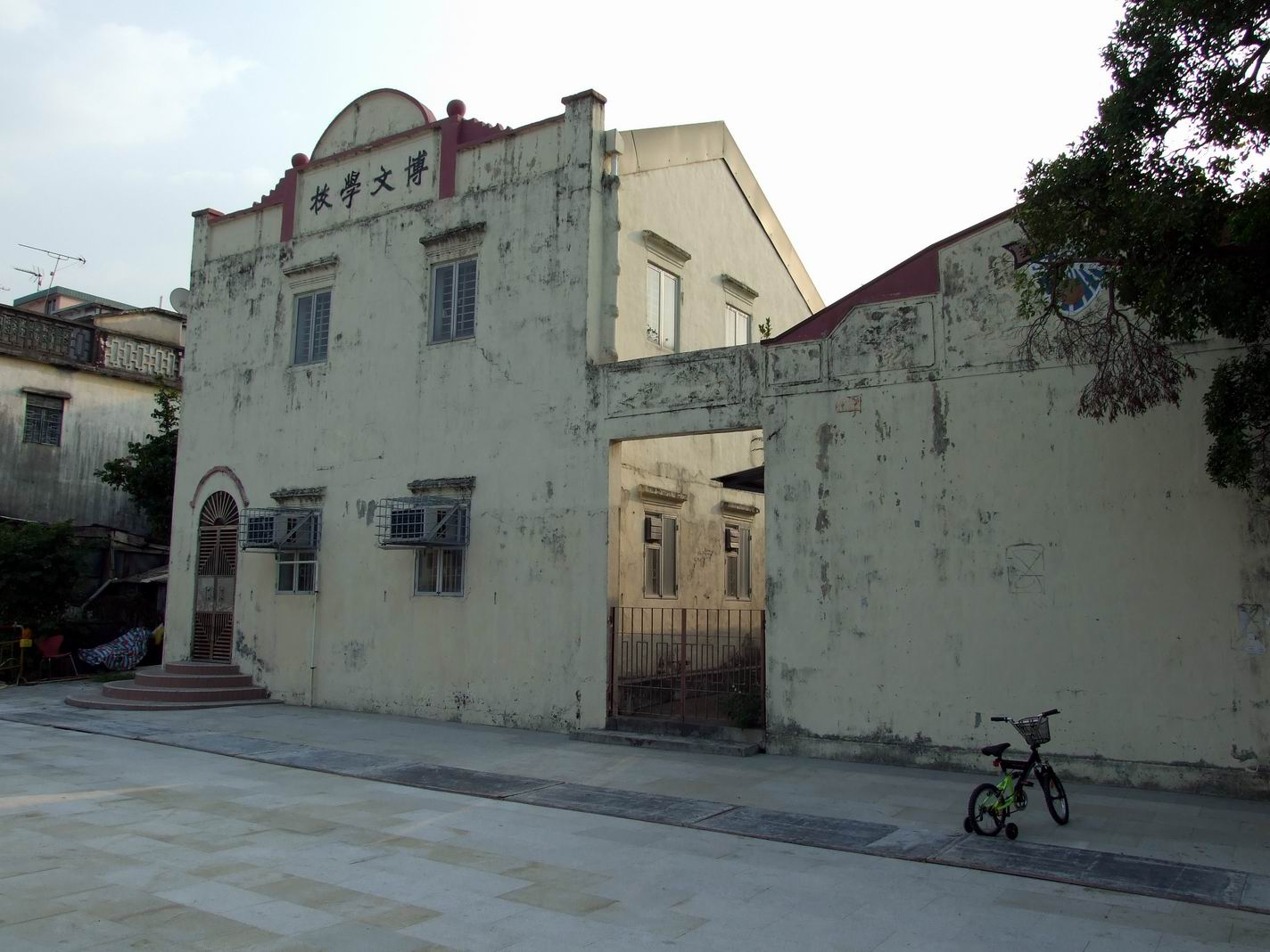
博文學校

博文學校由松柏塱村民建於1920年，是新界首間註冊學校，亦是最早期的資助學校之一，當時政府每年向學校資助港幣60元辦學。學校由校舍及高座組成，曾於1948年、1954年及1962年進行擴建工程，擴充課室接收來自其他村落的學生。日佔期間學校被迫關閉，直到1946年才復課。1950年，學校首次開辦6班小學，標誌著新界教育發展的里程碑。1965年，學校成立博文幼稚園，規模盛極一時。踏入1980年代，學校面對市區學校與收生率日漸減少的威脅，入學人數下降。1993年轉為全日制並開始接收內地學生，惟到2000年代最終停辦。現時校舍主樓及建於1954年的校舍被古物古蹟辦事處列為三級歷史建築。